# Kiss Péter (hegymászó)
Kiss Péter (Gyöngyös, 1986. december 12. – Kancsendzönga, 2013. május 21. körül ) magyar hegymászó, teljesítménytúrázó és barlangász.

## Előélete
Gyerekkorában teljesítménytúrázóként sportolt, két alkalommal is (2003, 2004) elnyerte "Az év teljesítménytúrázója" címet. 18 évesen kezdett barlangászni és hegyet mászni. Barlangászként körülbelül 15 km barlangjárat feltárásában vett részt. A magyarországi hegyek, majd a Magas-Tátra után – első magyarként – az Alpok összes (82 db) 4000 méter fölötti csúcsát megmászta. A Großglocknert öt különböző irányból is elérte.
Sokszor teljesítette a maratoni távot, hatszor futotta körbe a Balatont. A 26. Budapest Nemzetközi Maratont (2011) barlangász-felszerelésben futotta végig.

## Himalája-expedíció
A Magyarok a világ nyolcezresein szervezésében 2013 májusában részt vett a Kancsendzönga meghódításában. Előtte sosem mászott 8000 méteren.
Május 20-án Erőss Zsolttal elérte a 8586 méter magas hegycsúcsot. Május 22-én az expedíció hivatalosan bejelentette, hogy előző napon a csúcsról lefelé jövet társával együtt eltűntek, a rádióhívásra nem feleltek. A következő napi jelentésében Kollár Lajos hegymászótárs leírta, hogy ennyi időt legyengülve nem lehet szabadban tölteni 8000 méteres magasságban. A következő héten a hegymászók felkutatására indult csoport fényképeket készített egy holttestről, amely nagy valószínűséggel Kiss Péteré. Kollár szerint Kiss Péter fantasztikus emberi teljesítményről tett tanúbizonyságot, mert nem szokás, hogy egy mászó egy ilyen csúcsról lefelé tartva még vissza is forduljon: „Peti a bajtársiasság és a segítőkészség áldozata lett”.
Nem hivatalos búcsúztatójára 2013. május 25-én került sor szülővárosában, barátai, tisztelői, munkatársai és Gyöngyös város polgármestere részvételével.

## Emlékezete
- 2014. január 6-án a 4bakancs.com hegymászó szakportál internetes szavazásán posztumusz Az év hegymászója díjat kapott expedíciós hegymászás kategóriában.[5]
- Nevét viseli a 199688 Kisspéter kisbolygó.
- Kiss Péter Emléktúra néven minden évben teljesítménytúrát rendeznek a Mátrában.
- Gyöngyösön a tiszteletére egy utcát elneveztek róla.